# 丽都小屋

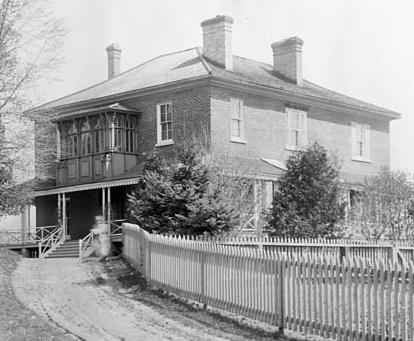
丽都小屋

丽都小屋（英語：Rideau Cottage）是位于加拿大安大略省渥太华的一座历史建筑，在丽都厅园区内。建筑为乔治时代风格，共两层、22个房间。房屋拥有者为加拿大君主（目前为查理斯三世，他同时也是英国君主），不过按照传统，房屋通常由与加拿大政府有关的人物居住。现任加拿大总理賈斯汀·特鲁多在当选总理后，与其家庭使用此处房屋作为他们的居所之一。